# Alma, Michigan
Alma är den största staden i Gratiot County i Michigan. Vid 2010 års folkräkning hade Alma 9 383 invånare.

## Kända personer från Alma
- Keegan Akin, basebollspelare
- Betty Mahmoody, författare